# Precious Paula Nicole
Precious Paula Nicole, nombre artístico de Rodolfo Gabriel II, es una drag queen filipina. Es conocida por ganar la primera temporada de Drag Race Filipinas. Trabaja en O Bar y ha personificado a Beyoncé, Mariah Carey y Regine Velásquez. Será una de las participantes del RuPaul's DragCon UK en 2023.

## Vida personal
Gabriel es bisexual y usa el pronombre 'él' cuando se presenta como drag y 'ella' cuando está en el escenario.

## Filmografía

### Televisión
| Año  | Título                            | Rol         | Notas    | Ref.  |
| ---- | --------------------------------- | ----------- | -------- | ----- |
| 2022 | Drag Race Filipinas (temporada 1) | Concursante | Ganadora | [ 6 ] |
| 2022 | Drag Race Filipinas: Untucked!    | Ella misma  |          | [ 6 ] |

| Predecesora: - | Ganadora de Drag Race Filipinas 2022 | Sucesora: Captivating Katkat |